# 克努特岩
克努特岩（英語：Knut Rocks）是南極洲的岩層，位於毛德皇后地的阿斯特里德公主海岸，處於戴爾德加斯滕嶺以東9公里的格魯伯山脈西南部，由德國探險隊發現和拍攝空中照片，現時由南極條約體系管理。